# Бейлли-Гамильтон (остров)
Бейлли-Гамильтон (англ. Baillie-Hamilton Island) — остров Канадского Арктического архипелага. В настоящее время остров необитаем (2012).

## География
Остров Бейлли-Гамильтон окружают три больших острова — Батерст, Корнуоллис и Девон. К западу от острова Бейлли-Гамильтон, через пролив Куинс, лежит остров Батерст; к северу и востоку, через пролив Веллингтон — остров Девон; к югу, через пролив Маири — остров Корнуоллис. Площадь острова составляет 290 км², длина береговой линии равна 74 км.
Остров имеет почти прямоугольную форму, максимальная длина острова равна 26 км, максимальная ширина — 12 км. Побережье состоит из утёсов высотой от 20 до 100 метров. Поверхность острова в основном плоская с холмами на севере высотой до 200 метров.